# Бойко, Екатерина Владимировна
Екатерина Владимировна Бойко (род. 18 мая 1942, Скориковка) — народный депутат Украины 1-го созыва.

## Биография
Родилась 18 мая 1942 года, в селе Скориковка, Золотоношский район, Черкасская область, УССР. Украинка, образование высшее, инженер-технолог швейного производства, Киевский технологический институт лёгкой промышленности.
1956 — ученица профтехшколы швейников города Киев.
1959 — швея, резервистка, мастер, технолог, начальник отдела кадров, начальник пошивочного цеха, заместитель директора Уманской швейной фабрики.
1975 — делопроизводитель с тайной переписки, начальник теплохозяйства, инструктор п\учета В\Ч П\П 70646 Группы Советских войск в Германии.
1978 — инженер отдела технического контроля фабрики индпошива и ремонта одежды города Черкассы.
1978 — заместитель главного инженера, главный инженер, генеральный директор Черкасского производственного швейного объединения.
1994 — эксперт торгово-экономической миссии посольства Украины в Республике Беларусь.
Член КПСС 1962-1991; член бюро РК КПУ.
В марте 1990 года была выдвинута кандидатом в Народные депутаты трудовым коллективом Черкасского производственного швейного объединения.
18 марта 1990 года избрана народным депутатом Украины 1-го созыва, 2-й тур 50.93 % голосов, 9 претендентов.
- Черкасская область
- Приднепровский избирательный округ № 416
- Дата принятия депутатских полномочий: 15 мая 1990 года.
- Дата прекращения депутатских полномочий: 10 мая 1994 года.

В группы, фракции не входила.
Заместитель Председателя Комиссии ВР Украины по делам женщин, охраны семьи, материнства и детства.
Замужем, имеет двое детей.

## Государственные награды
- орден Трудового Красного Знамени
- медаль[уточнить]